# جولة أخرى (فلم)
جولة أخرى (بالإنجليزية: Another Round) فيلم درامي دنماركي سويدي لعام 2020، من إخراج توماس فينتربيرغ، ومن سيناريو لفينتربيرج وتوبياس ليندهولم. الفيلم بطولة مادس ميكلسن وتوماس بو لارسن. الأغنية الرسمية للفيلم هي «يالها من حياة» لفريق «سكارليت بليجار».
عرض الفيلم لأول مرة في مهرجان تورونتو السينمائي الدولي في 12 سبتمبر 2020. صدر في الدنمارك في 24 سبتمبر 2020. تم عرضه في مهرجان أديلايد السينمائي في أكتوبر 2020، كما تم اختياره لتمثيل الدنمارك لأفضل فيلم روائي طويل دولي في حفل توزيع جوائز الأوسكار الـ 93.

## طاقم التمثيل
- مادس ميكلسن: في دور مارتن
- توماس بو لارسن: في دور تومي
- لارس رانثي: في دور بيتر
- ماغنوس ميلانج: في دور نيكولاج
- ماريا بونيفي: في دور ترين
- سوس وولد: في دور ريكتور[4]

## أحداث الفيلم
يجتمع المعلمون، الزملاء، والأصدقاء مارتن وتومي وبيتر ونيكولاج في صالة للألعاب الرياضية في كوبنهاغن. يكافح الأربعة مع الطلاب غير المتحمسين ويشعرون أن حياتهم أصبحت مملة وقديمة. يجتمع الأربعة في مأدبة عشاء للاحتفال بعيد ميلاد نيكولاي الأربعين، وتبدأ المجموعة في مناقشة أفكار الطبيب الفيزيائي «فين سكارديرود» الذي افترض أن نسبة الكحول في الدم BAC عند المستوى 0.050 تجعلك أكثر إبداعًا واسترخاء. بينما ترفض المجموعة النظرية، فإن مارتن، الذي يعاني من الاكتئاب بسبب مشاكل في زواجه، تلهمه الفكرة ويبدأ في الشرب أثناء العمل. تقرر بقية المجموعة في النهاية الانضمام إليه، معتبرين أن هذه المحنة هي تجربة لإختبار نظرية سكارديرود. يوافق الأصدقاء على مجموعة من القواعد: يجب ألا يزيد مستوى تركيز الكحول في الدم لديهم أبدًا عن 0.05 ويجب ألا يشربوا بعد الساعة 8:00 مساءً. يجد جميع أعضاء المجموعة الأربعة، وفي غضون فترة زمنية قصيرة، أن عملهم وحياتهم الخاصة أكثر متعة، ومارتن، على وجه الخصوص، مسرور لأنه تمكن أخيرًا من إعادة الاتصال بزوجته وأطفاله. تتفق المجموعة على وجوب إجراء المزيد من التجارب، وزادت حد «تركيز الكحول في الدم» اليومي إلى 0.10. ولا تزال المجموعة تجد أن حياتهم تتحسن، وتقرر محاولة الإفراط في الشرب لملاحظة كيفية استجابة أجسامهم وعقولهم. تقضي المجموعة ليلة ممتعة، ولكن بعد عودتهم إلى منازلهم في حالة سكر، يواجه كل من مارتن ونيكولاج أسرهم. تعرب عائلة مارتن عن مخاوفها من الانحدار إلى إدمان الكحول، وتكشف أنه كان مخمورًا بشكل واضح منذ أسابيع. بعد جدال محتدم بين مارتن وزوجته، تتركه الزوجتة، كما تترك المجموعة تجربتها.
بعد أشهر، يتوقف جميع أعضاء المجموعة عن الشرب خلال النهار باستثناء تومي، الذي أصبح مدمنًا على الكحول، بعد فصله من عمله. يركب تومي قاربه، ويبحر في المحيط ويموت (على الأرجح عن طريق الانتحار). يخرج الأعضاء الثلاثة المتبقين من المجموعة لتناول العشاء بعد جنازة تومي ويبدون مترددين في تناول الكحول الذي يتم تقديمه. أثناء تناول الطعام، مجموعة من الطلاب المتخرجين حديثًا يقودون سياراتهم ومارتن وبيتر ونيكولاج ينضمون إلى احتفالاتهم. يتلقى مارتن رسالة من زوجته تفيد بأنها مستعدة لمنح زواجهما فرصة جديدة، ويبدو مارتن حزينًا وسعيدًا، وهو يرقص مع بقية رواد الحفلة.

## استقبال الفيلم
كان من المقرر أن يتم عرض الفيلم عالميًا لأول مرة في مهرجان كان السينمائي 2020، قبل إلغائه بسبب القيود الحكومية القائمة على جائحة كورونا. عرض الفيلم لأول مرة في العالم في مهرجان تورونتو السينمائي الدولي 2020 بكندا، ثم عرض في مهرجان سان سيباستيان السينمائي الدولي، حيث تنافس على جائزة «جولدن شل» وهي أعلى جائزة تمنح في مهرجان سان سباستيان السينمائي في اسبانيا، كما يفتتح الفيلم مهرجان الأفلام البلجيكية.
صدر الفيلم في الدنمارك في 24 سبتمبر 2020، وحصلت شركة أفلام صمويل غولدوين على حق توزيع الفيلم في الولايات المتحدة.
استقبال النقاد
منح موقع الطماطم الفاسدة فيلم «جولة أخرى» تقدير 90% بناء على آراء 50 ناقد، ونص الإجماع النقدي للموقع على ما يلي: «خذ جزءًا واحدًا من الكوميديا التراجيدية الموجهة ببراعة، وأضف اندفاعة من بطل الفيلم مادس ميكلسن وستحصل على جولة أخرى، إنها نظرة مسكرة على أزمات منتصف العمر».
منح موقع ميتاكريتيك تقييم قيمته 72% بناء على آراء ثمانية نقاد.
الجوائز
مهرجان سان سيباستيان السينمائي الدولي لعام 2020:  فاز بجائزة أفضل ممثل (للأربع أبطال مجتمعين). كما فاز بجائزة  «مهرجان فيروز السينمائي Premio Feroz Zinemaldia» التي تمنحها الصحافة.
تم تقديم الفيلم ليمثل الدنمارك في فئة أفضل فيلم دولي في حفل توزيع جوائز الأوسكار 93.

## وصلات خارجية
- مقالات تستعمل روابط فنية بلا صلة مع ويكي بيانات